# Результант
У математиці, результантом двох многочленів {\displaystyle P} і {\displaystyle Q} над деяким полем {\displaystyle \mathbb {K} }, зі старшими коефіцієнтами рівними одиниці, називається вираз
{\displaystyle \mathrm {res} (P,Q)=\prod _{(x,y):\,P(x)=0,\,Q(y)=0}(x-y),\,}
іншими словами, результант дорівнює добутку попарних різниць між їхніми коренями. Добуток береться за всіма коренями в алгебричному замиканні поля {\displaystyle \mathbb {K} } з урахуванням їх кратностей; оскільки вираз, що виходить, є симетричним многочленом від коренів многочленів {\displaystyle P} і {\displaystyle Q} (які, можливо не належать полю {\displaystyle \mathbb {K} }), його можна записати як многочлен від коефіцієнтів {\displaystyle P} і {\displaystyle Q}. Для многочленів, старші коефіцієнти яких ({\displaystyle p} і {\displaystyle q} відповідно) не обов'язково рівні 1, наведений вище вираз домножується на
{\displaystyle p^{degQ}q^{degP}.\,}

## Властивості і способи обчислення
- Основна властивість результанта (і його основне застосування): результант — многочлен від коефіцієнтів {\displaystyle P} і {\displaystyle Q}, рівний нулю в тому і лише в тому випадку, коли многочлени {\displaystyle P} і {\displaystyle Q} мають спільний корінь (можливо, в деякому розширенні поля {\displaystyle \mathbb {K} }).
- Результант дорівнює визначнику матриці Сильвестра.
- Дискримінант многочлена p можна визначити через результант p і його похідну p'.

{\displaystyle D(p)=(-1)^{{\frac {1}{2}}n(n-1)}{\frac {1}{p_{n}}}res(p,p'),\quad } де pn — старший коефіцієнт многочлена p.
Для доведення спершу розглянемо випадок pn=1. Тоді маємо {\displaystyle g(x)=\prod (x-\alpha _{i})} і при {\displaystyle x=\alpha _{j}} виконується рівність:
{\displaystyle g^{'}(x)=\prod _{i\neq j}(\alpha _{j}-\alpha _{i})\,}
Звідси одержуємо:
{\displaystyle res(p,p')=\prod _{j}(p^{'}(\alpha _{j}))=\prod _{i\neq j}(\alpha _{j}-\alpha _{i})=(-1)^{{\frac {1}{2}}n(n-1)}D(p)}
Звідси й одержується частковий випадок рівняння. Загальний випадок одержується якщо врахувати, що при домноженні многочлена p на константу pn результант res(p, p') домножується на p2n-1, а дискримінант D(p) домножується на p2n-2
- Результант рівний добутку значень одного з многочленів за коренями іншого (як і раніше, добуток береться з урахуванням кратності коренів):

{\displaystyle \mathrm {res} (P,Q)=\prod _{P(x)=0}Q(x).\,}
- {\displaystyle \mathrm {res} (P,Q)=(-1)^{\deg P\cdot \deg Q}\cdot \mathrm {res} (Q,P)}
- {\displaystyle \mathrm {res} (P\cdot R,Q)=\mathrm {res} (P,Q)\cdot \mathrm {res} (R,Q)}
- Якщо {\displaystyle P'=P+R\cdot Q\,} і {\displaystyle \deg P'=\deg P\,}, тоді {\displaystyle \mathrm {res} (P,Q)=\mathrm {res} (P',Q)\,}
- Якщо {\displaystyle X,Y,P,Q} є многочленами однакових степенів і {\displaystyle X=a_{00}\cdot P+a_{01}\cdot Q,Y=a_{10}\cdot P+a_{11}\cdot Q},

тоді   {\displaystyle \mathrm {res} (X,Y)=\det {\begin{pmatrix}a_{00}&a_{01}\\a_{10}&a_{11}\end{pmatrix}}^{\deg P}\cdot \mathrm {res} (P,Q)}
- {\displaystyle \mathrm {res} (P_{-},Q)=\mathrm {res} (Q_{-},P)\,}  де  {\displaystyle P_{-}(z)=P(-z)\,}